# Лесидрен
Ле́сидрен (болг. Лесидрен) — село в Ловецькій області Болгарії. Входить до складу общини Угирчин.

## Населення
За даними перепису населення 2011 року у селі проживали 1057 осіб.
Національний склад населення села:
| Національність   | Кількість осіб | Відсоток |
| ---------------- | -------------- | -------- |
| болгари          | 1025           | 97,3%    |
| турки            | 19             | 1,8%     |
| інша             | 3              | 0,3%     |
| Всього відповіли | 1053           |          |

Розподіл населення за віком у 2011 році:
Динаміка населення: